# 切忌耳介
切忌耳介（学名：Aurila cheejihe）为半花介科耳介屬下的一个种。